# 黎文卓
黎文卓，香港跨媒体人、媒体管理层、香港著名的编剧、综艺节目策划、综艺节目编剧、集电视劇、电影、舞台剧编剧于一身的全能写手、笑话撰写人、栋笃笑（单人相声）的编剧和策划，被誉为「桥王之王」、「金牌编剧」與「香江第一笑匠」。香港全能的幽默笑话创作人，黎文卓也推出多部介绍笑话撰写的书籍，以及研究幽默的逻辑学著作，在香港各大報紙每天撰寫笑話專欄，也会定期到香港和大陆的各大学府演讲。
黎文卓也曾担任香港多家媒体的高层管理工作，曾任无线电视（TVB）的综合节目及创作部总经理、亚洲电视（ATV）行政总裁、香港有线电视（HK CABLE）娱乐总监等等。黎文卓也会定期将管理经验开班授徒或结集成书。

## 簡介
有「橋王之王」美譽的資深傳媒創作人黎文卓早年就讀勞工子弟學校，畢業於香島中學，是香港资深的电视创作、制作人，長期從事電視、電影、综艺节目、小品趣剧、栋笃笑等演出的劇本創作，尤以喜剧闻名，是香港为数不多的“喜剧神笔”。不少媒体形容，“有黎文卓的地方，就有快活的笑声”（页面存档备份，存于）。而黎文卓也喜欢提携后辈，致力将毕生的编剧经验与年轻人分享。
黎文卓曾先效力於香港三大電視台，包括電視廣播、亞洲電視及有線電視。其人尤其擅长综艺节目、GAG SHOW笑话节目、趣剧小品、栋笃笑相声的创作，「度橋」一词就是出自其人著作。黎文卓製作及宣傳樣樣皆精，如经典综艺节目香港无线电视的《欢乐今宵》、廖伟雄主持的搞笑趣剧小品节目《笑星救地球》、郑丹瑞主持演绎的短剧节目《摩登小男人》、黄霑主持的历史文化节目《江山如此多FUN》、郑裕玲的访谈节目《星夜倾情》、陈百祥主持的游戏节目《運財智叻星》、曾志伟主持的游戏节目《獎門人》系列、曾志伟主持的《娱乐北斗星》和《娱乐反斗星》、叶玉卿主持的社会资讯节目《人生交叉點》、以及大型综艺节目《劲歌金曲颁奖典礼》、《香港小姐》、《香港先生》、《歡樂滿東華》、《龍鳳呈祥賀台慶》、《翡翠歌星賀台慶》、《萬千星輝賀台慶》、《勁歌金曲》、《星光熠熠耀保良》、《白金巨星耀保良》等等，香港亚洲电视的《百萬富翁》、《亞洲小姐》、《亞洲先生》、《今日睇真D》等，以及《香港電影金像獎頒獎典禮》等等大型綜藝節目都叫好叫座。
黎文卓也活躍於文化界、廣告、公關、音樂、舞台、出版、電台等，在全港各大報章雜誌撰寫專欄，從評論、散文、幽默文章，以至各類型小說等皆有涉獵。已出版的著作達數十本，作品包括《創作心經》、《我在電視的日子》、《黎文卓之橋》、《香港三字經》、《心靈雞碎》等等。 
八九十年代，黎文卓也编撰过多套香港电影的剧本，许多叫好卖座的喜剧、恐怖片、甚至文艺片、动作片，黎文卓都有参与其中，如《义盖云天》、《伦文叙老点柳先开》、《坏女孩》、《新半斤八两》等。
黎文卓也经常开班授徒，培育新一辈的创作英才，資深傳媒人林超荣及無綫電視助理總經理（非戲劇製作）余詠珊就是其高徒。九十年代，黎文卓加入香港电影编剧家协会，努力培育香港新生代编剧，以及将编剧经验传授给新一辈，直到现时，黎文卓一直致力提升香港编剧水准以及创作技巧，而他現重返亞視接任助理行政總裁。

## 著作
- 《縱橫笑海》
- 《完全搞笑手冊》
- 《橋你有無》
- 《心靈雞碎》
- 《末世怪談》
- 《情咒》
- 《沙禍》
- 【無形失蹤】〔次文化異世文化系列之19〕（黎文卓監製、黃國輝編寫）

## 编剧和导演的电影作品
黎文卓纵横华语影视编剧四十多年，曾为多位华人国际巨星撰写过剧本，并位无数巨星设计过戏剧角色和形象。
- 《义盖云天》（周润发主演）
- 《伦文叙老点柳先开》（郭富城、张卫健、周慧敏、吴孟达主演）
- 《坏女孩》（梅艳芳主演）
- 《庙街十二少》（刘德华主演）
- 《求爱反斗星》（张国荣主演）
- 《惊天大逃亡》（张智霖、朱茵主演）